# Medinilla serpens
Medinilla serpens är en tvåhjärtbladig växtart som beskrevs av Otto Stapf. Medinilla serpens ingår i släktet Medinilla och familjen Melastomataceae. Inga underarter finns listade i Catalogue of Life.